# Frederick J. Clarke

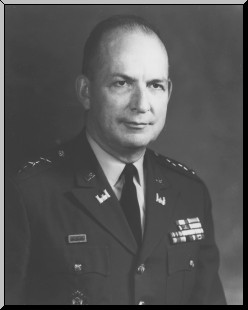
Frederick J. Clarke

Frederick James Clarke  (* 1. März 1915 in Little Falls, Herkimer County, New York; † 4. Februar 2002 in Fort Belvoir, Fairfax County, Virginia) war ein Generalleutnant der United States Army. Er war unter anderem Kommandeur des United States Army Corps of Engineers.
Frederick Clarke besuchte die öffentlichen Schulen seiner Heimat und arbeitete danach als Fernschreiber für die Firma Western Union. Auf Empfehlung des Kongressabgeordneten James Wadsworth (1877–1952) erhielt er ein Stipendium für die United States Military Academy in West Point. In den Jahren 1933 bis 1937 durchlief er diese Militärschule. Nach seiner Graduation wurde er als Leutnant den Pionieren (Corps of Engineers) zugeteilt. In der Armee durchlief er anschließend alle Offiziersränge vom Leutnant bis zum Drei-Sterne-General.
Im Lauf seiner militärischen Karriere absolvierte Clarke verschiedene Kurse und Schulungen. Dazu gehörten unter anderem die Cornell University und später die zur Harvard University gehörende Fakultät Graduate School of Business. Außerdem absolvierte er das Command and General Staff College in Fort Leavenworth, das Armed Forces College und das National War College.
In seinen jüngeren Jahren absolvierte er den für Offiziere in den niederen Rangstufen üblichen Dienst in verschiedenen Einheiten und Standorten. Als Pionier (Engineer) gehörten der Hochwasserschutz, der Ausbau von Hafenanlagen und deren militärische Verteidigung, Flussregulierungen sowie der Bau von Schleusen und Stauwerken zu seinem Aufgabenbereich. Außerdem waren die Engineers im Kriegsfall für den Straßenbau und die Anlage von Militärflugplätzen zuständig.
Nach dem amerikanischen Eintritt in den Zweiten Weltkrieg wurde Clarke im Februar 1942 als Bataillonskommandeur auf die Insel Ascension versetzt, wo er am Bau eines strategisch wichtigen Flugplatzes beteiligt war. Im Sommer des gleichen Jahres wurde er Stabsoffizier im Hauptquartier in Washington, D.C. Dort war an den Planungen zur Verbesserung der Kommunikation und zur Errichtung von militärischen Anlagen wie Flugplätzen, Häfen, Eisenbahnverbindungen oder Krankenhäusern in den Kriegsgebieten beteiligt.
Nach dem Krieg wurde Frederick Clarke in das Manhattan-Projekt eingebunden, das für die Entwicklung von Nuklearwaffen zuständig war. Auch nach dem offiziellen Ende des Manhattan Projects im Dezember 1946 blieb Clarke zunächst weiterhin in diesem Bereich tätig. Er wurde Mitglied der United States Atomic Energy Commission. Später wurde er auf die Sandia Base in New Mexico versetzt, wo er Stabsoffizier beim Armed Forces Special Weapons Project war, einer ebenfalls mit Nuklearwaffen befassten Sondereinheit.
Ende 1949 wurde er Stabsoffizier beim Engineers Bezirk in Okinawa. Dort wurden die militärischen Anlagen insbesondere nach dem Beginn des Koreakriegs ausgebaut. Anfang der 1950er Jahre wurde Clarke erneut ins Hauptquartier in Washington versetzt, wo er Stabsoffizier in der Abteilung G4 (Logistik) war. Von 1957 bis 1959 leitete er den Engineer-Bezirk für den Mittleren Osten (Trans-East District). Dabei war er für militärische Baumaßnahmen des US-Militärs von Pakistan bis Saudi-Arabien zuständig. Anschließend war er für ein Jahr Stabschef beim United States Army Engineer Training Center in Fort Leonard Wood in Missouri.
Zwischen 1960 und 1963 leitete Frederick Clarke den Engineer-Bezirk für den District of Columbia mit der Bundeshauptstadt Washington D.C. Anschließend war er bis 1965 im Stab des Hauptquartiers des Corps of Engineers als Abteilungsleiter für militärische Bauprojekte tätig. Es folgte in den Jahren 1965 und 1966 das Kommando über das Army Engineer Center und Fort Belvoir sowie über die Army Engineer School. Schwerpunkt seiner damaligen Arbeit war die Vorbereitung von Pioniereinheiten auf einen Einsatz im Vietnamkrieg. Zwischen 1966 und 1969 war er stellvertretender Kommandeur des Corps of Engineers.
Im August 1969 übernahm Clarke als Nachfolger von William F. Cassidy das Kommando über das gesamte Corps of Engineers. Dieses Kommando behielt er bis Juli 1973. Anschließend ging er in den Ruhestand.
Nach seiner Pensionierung war Frederick Clarke Vorstandsmitglied der nationalen Kommission für Wasserqualität (National Commission on Water Quality). In den 1980er Jahren war er als Firmenberater tätig. Er starb am 4. Februar 2002 und wurde auf dem amerikanischen Nationalfriedhof Arlington beigesetzt.

## Orden und Auszeichnungen
Frederick Clarke erhielt im Lauf seiner militärischen Laufbahn unter anderem die Auszeichnungen Army Distinguished Service Medal und Legion of Merit.